# Josef Bürckel

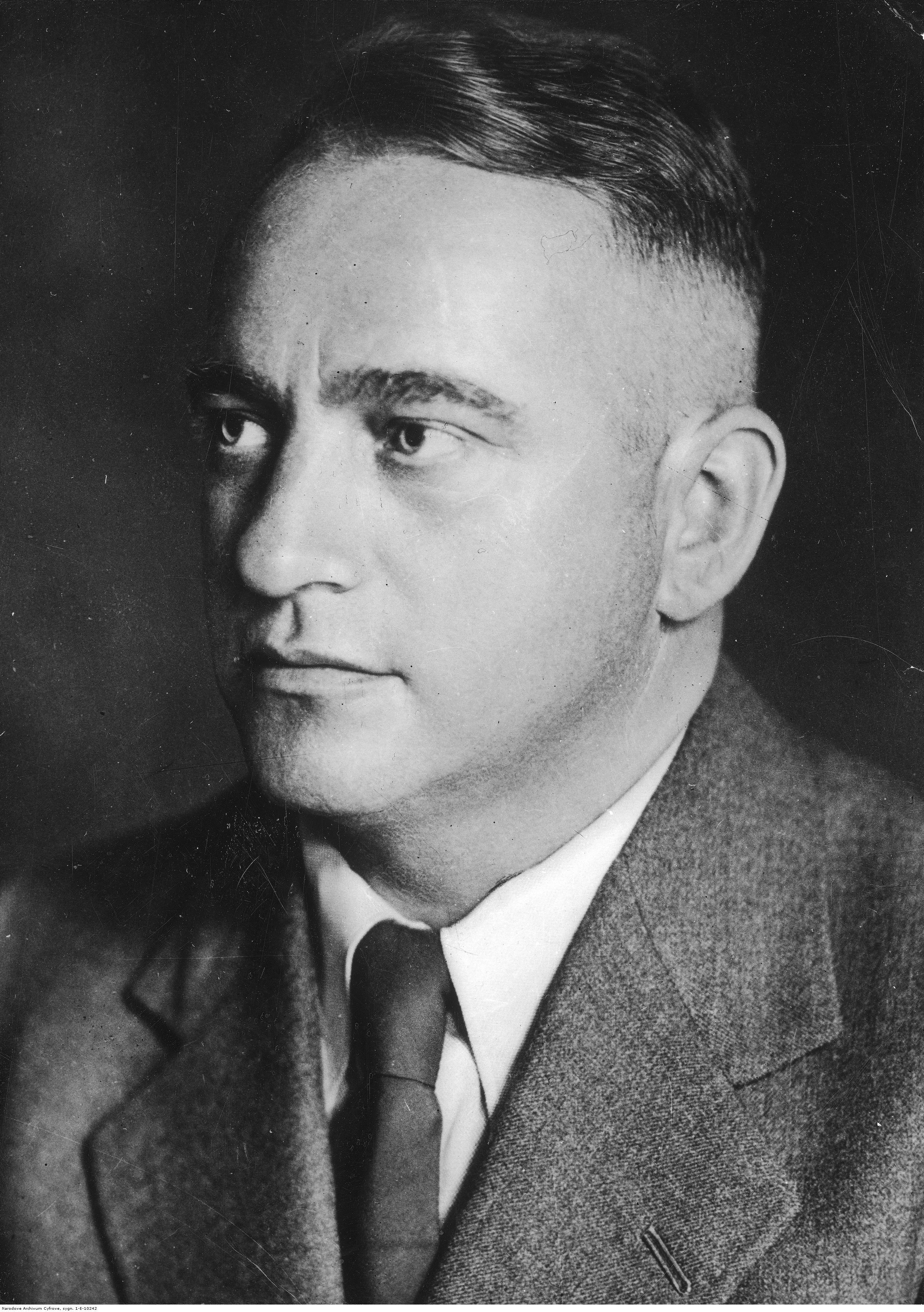
Josef Bürckel, etwa 1937/39

Josef Bürckel, vereinzelt auch Joseph Bürckel (* 30. März 1895 in Lingenfeld; † 28. September 1944 in Neustadt an der Weinstraße), war ein nationalsozialistischer Gauleiter und Bürokrat in hohen politischen Ämtern. Zwischen 1935 und 1936 war er „Reichskommissar für die Rückgliederung des Saargebiets“, ab 1938 „Reichskommissar für die Wiedervereinigung Österreichs mit dem Deutschen Reich“ und von 1940 bis 1944 „Reichsstatthalter der Westmark“ mit Sitz in Saarbrücken sowie „Chef der Zivilverwaltung“ (CdZ) in Lothringen.
1939 initiierte Bürckel Massendeportationen von Wiener Juden, im Oktober 1940 mit dem badischen Gauleiter Robert Wagner die als Wagner-Bürckel-Aktion bezeichnete Deportation der verbliebenen Juden aus den Gauen Baden sowie Saarpfalz und im November 1940 die Ausweisung von 60.000 Lothringern.

## Familie und Ausbildung
Bürckel wurde in der Südpfalz als jüngstes von vier Kindern des Bäckers Michael Bürckel und seiner Frau Magdalena geboren. Er war katholisch. 1920 heiratete Bürckel Hilda Spies aus Landau, mit der er zwei Söhne hatte.
Nach der Volksschule in Lingenfeld besuchte Bürckel die Realschule in Karlsruhe, von 1909 bis 1914 die Lehrerbildungsanstalt in Speyer. Am Ersten Weltkrieg nahm er von 1914 bis 1916 als Freiwilliger teil, zunächst im 12., ab 1. Januar 1915 im 20. Bayerischen Feldartillerieregiment. Ende 1915 bestand er während eines Fronturlaubs das Examen für das Lehramt; als Anwärter war er in Lingenfeld, Ramberg, Bellheim und Minfeld tätig. 1919 bestand er die praktische Lehrerprüfung und war anschließend als Volksschullehrer tätig, bis 1920 in Roxheim, anschließend in Rodalben und ab 1927 in Mußbach.

## Politische Betätigung

### Parteimitglied
Bürckel trat 1921 in die NSDAP ein. Ab 1923 beteiligte er sich an Aktionen gegen die separatistische Bewegung in der Pfalz; so soll er im Hintergrund am Sturm auf das Pirmasenser Bezirksamt am 12. Februar 1924 beteiligt gewesen sein. Als Bürckel am 13. März 1926 zum Gauleiter der Rheinpfalz erwählt wurde, zeigte sich, dass seine Parteimitgliedschaft in der Parteizentrale nicht registriert worden war. So trat er zum 9. April 1926 der zuvor vorübergehend verbotenen NSDAP erneut bei (Mitgliedsnummer 33.979). Von 1940 bis zu seinem Tod war er außerdem Landesleiter der „Deutschen Volksgemeinschaft in Lothringen“ (D.V.G.), des NSDAP-Ablegers im besetzten Lothringen.

### Parteifunktionär

#### Westmark

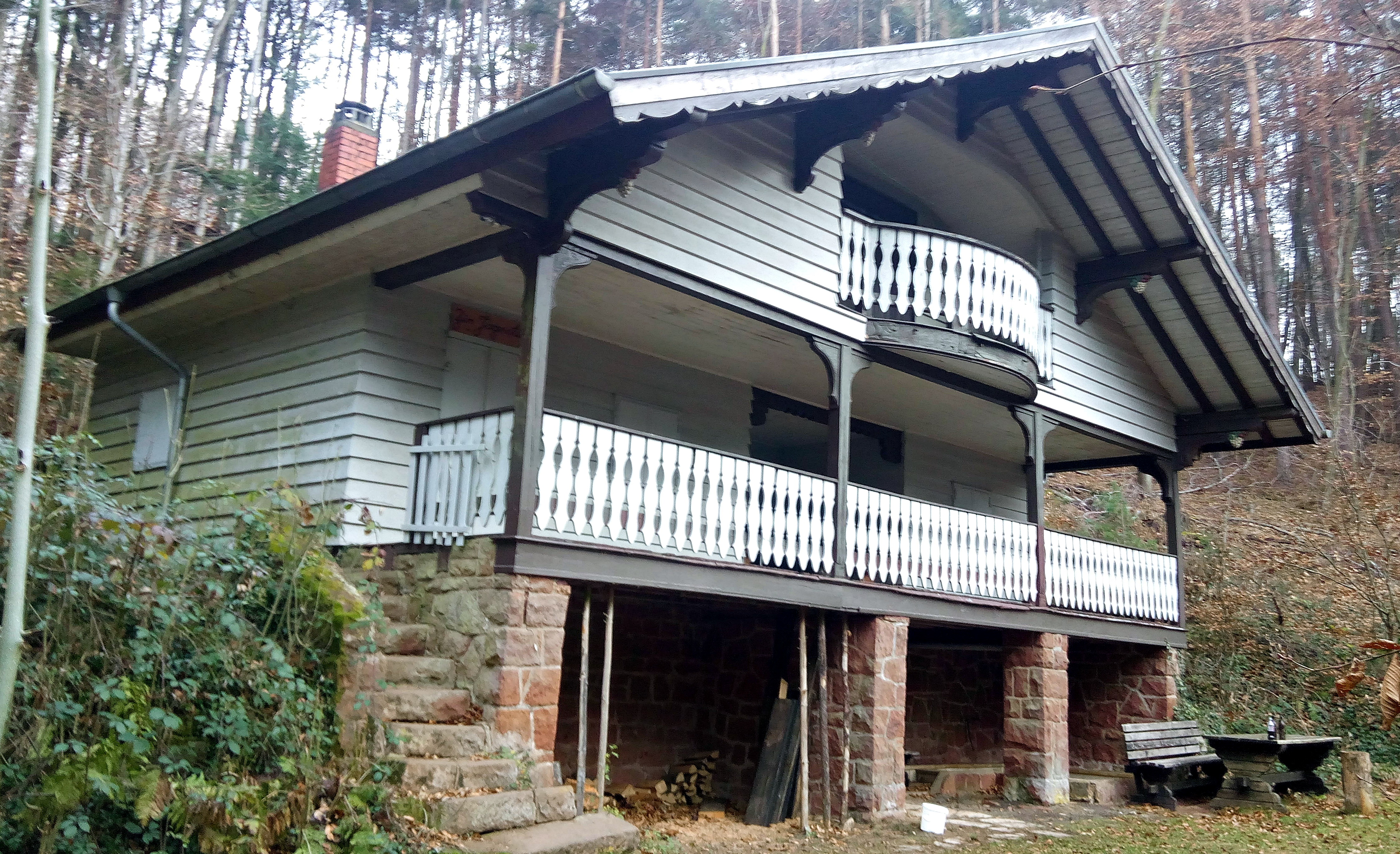
Jagdhaus Lassmichinruh

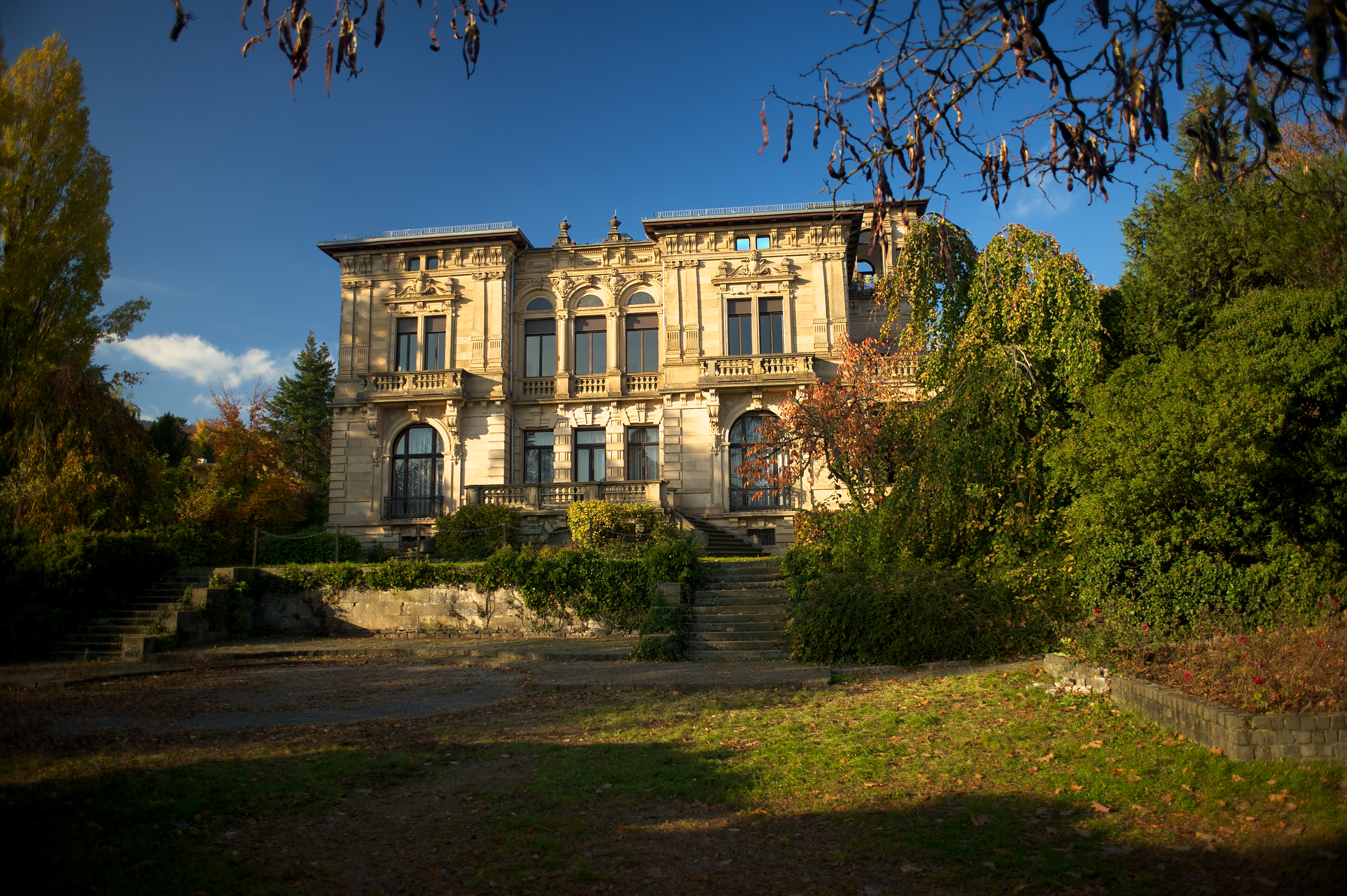
Die Villa Böhm in Neustadt an der Weinstraße, langjähriger Amtssitz Bürckels

1926 wurde Bürckel als Nachfolger von Friedrich Wambsganß NSDAP-Gauleiter der Pfalz. Am 3. Mai 1933 wurde er außerdem Gauleiter beziehungsweise kommissarischer Gauleiter für das Saargebiet. Diese Ernennung erfolgte somit schon zwei Jahre vor der Saarabstimmung vom 13. Januar 1935, als deren Resultat erst der „Wiederanschluss“ des Saargebiets an das Deutsche Reich stattfand. Allerdings war Bürckel nur kurze Zeit offizieller Gauleiter, da die zuständige Regierungskommission am 31. März 1933 die Parteien des Saargebiets für selbstständig erklärt und damit formal vom Deutschen Reich gelöst hatte. Alois Spaniol wurde daher als Strohmann Bürckels eingesetzt, er geriet jedoch in Konflikt mit seinem inoffiziellen Vorgesetzten, und 1935 gelang es Bürckel, anstelle Spaniols Jakob Pirro einzusetzen.
1935 wurde der Gau Saarland mit dem Gau Rhein-Pfalz zum Gau Saarpfalz zusammengeschlossen, der 1942 um das CdZ-Gebiet Lothringen zum Gau Westmark erweitert wurde. 1935 und 1936 war Bürckel „Reichskommissar für die Rückgliederung des Saargebiets“. Damit bekleidete er ein Amt, das der Position eines Reichsstatthalters entsprach. Bürckel übte das Amt des Gauleiters bis zu seinem Tod im Jahre 1944 aus. Von 1935 bis zu seinem Ende residierte er in der Villa Böhm in Neustadt, einem Werk des jüdischen Architekten Ludwig Levy. In der Gemarkung des nordpfälzischen Stauf ließ sich Bürckel das Jagdhaus Lassmichinruh erbauen, wo er oft mit Parteifreunden seine Freizeit verbrachte.
Bürckel galt als Anhänger der eher sozialistischen Linie Gregor Strassers und geriet dabei in Konflikt mit dem Pfälzer Abgeordneten Ludwig Schickert.

#### Ostmark
Am 13. März 1938 erhielt Bürckel den Auftrag, die seit 1933 in Österreich verbotene NSDAP zu reorganisieren und die Volksabstimmung nach dem Anschluss Österreichs vorzubereiten, die am 10. April 1938 stattfand. Nach der Abstimmung wurde er noch im selben Jahr „Reichskommissar für die Wiedervereinigung Österreichs mit dem Deutschen Reich“ und somit ein Beauftragter für die Gleichschaltung Österreichs. Diese bezog sich zunächst auf das Kommissarwesen: In Österreich soll es bis zu diesem Zeitpunkt rund 25.000 sogenannte „wilde Kommissare“ gegeben haben (vor allem in Wien), für die es laut Wiener Zeitung vom 3. Juni 1938 „in einem geordneten Wirtschaftsleben auf Dauer keine Beschäftigung“ mehr geben könne. Einige dieser Kommissare hätten zudem (laut dieser Zeitung) bereits „Mein und Dein“ verwechselt. Im Juli 1938 brachte Bürckel das Kommissarwesen endgültig unter seine Kontrolle. Zwischen 1939 und 1940 war er Gauleiter in Wien, Reichsstatthalter der Ostmark und Reichsverteidigungskommissar (Wehrkreis XVII) und somit für die Massendeportationen der Wiener Juden verantwortlich.

### Weitere Funktionen
Seit 1936 war Bürckel SA-Obergruppenführer und seit 1937 SS-Gruppenführer. Ebenfalls war er seit 30. Januar 1942 SS-Obergruppenführer (SS-Nummer 289.230) im NS-Kraftfahrkorps. Nach dem Waffenstillstand mit Frankreich war er Chef der Zivilverwaltung Lothringens, das er in einen Gau Westmark einfügen wollte. Sein Titel lautete ab 11. März 1941 „Reichsstatthalter in der Westmark“. Von 1930 bis zu seinem Tod 1944 war Bürckel Mitglied des Reichstags.

### Deportationen

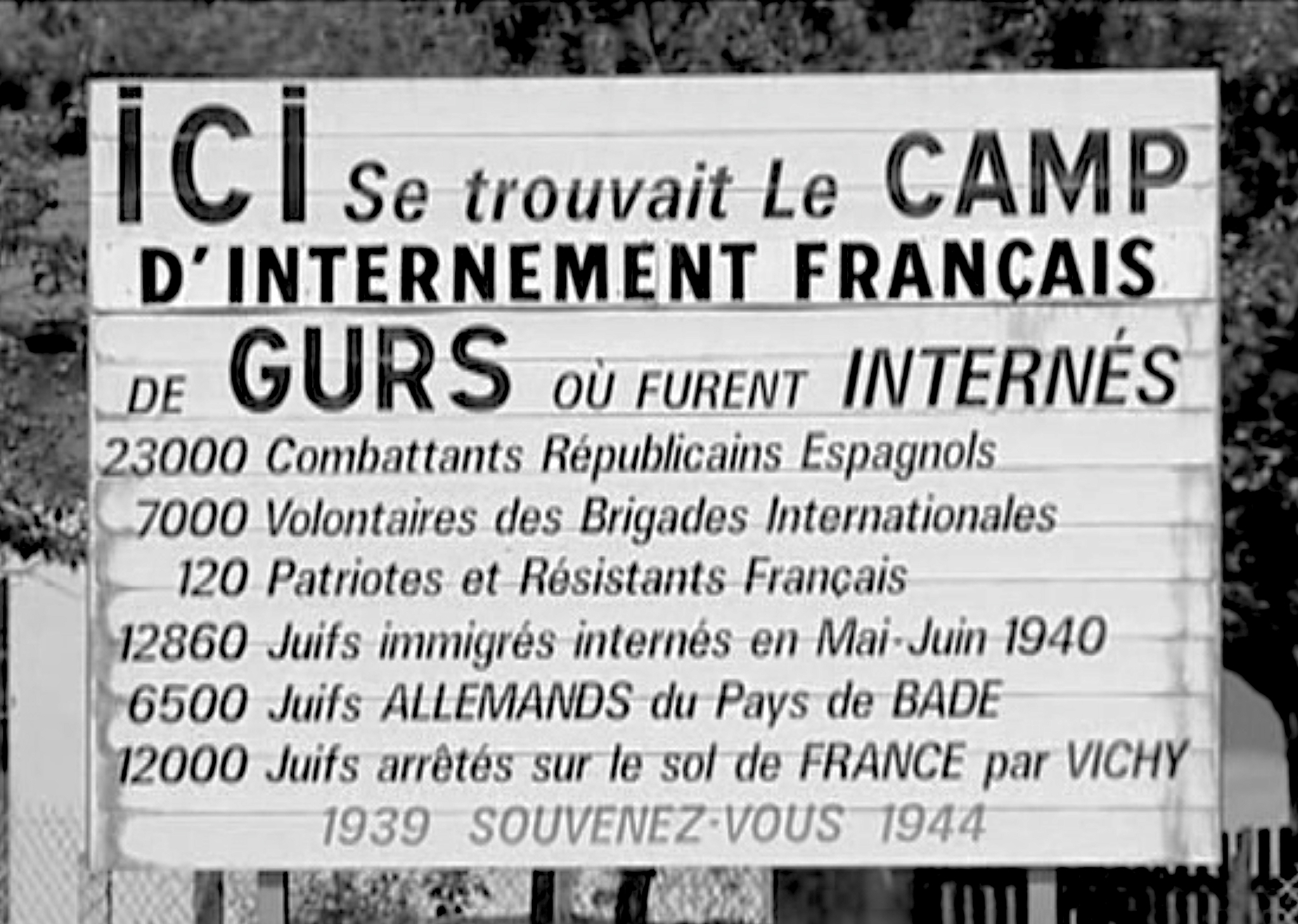
Gedenktafel im Lager Gurs

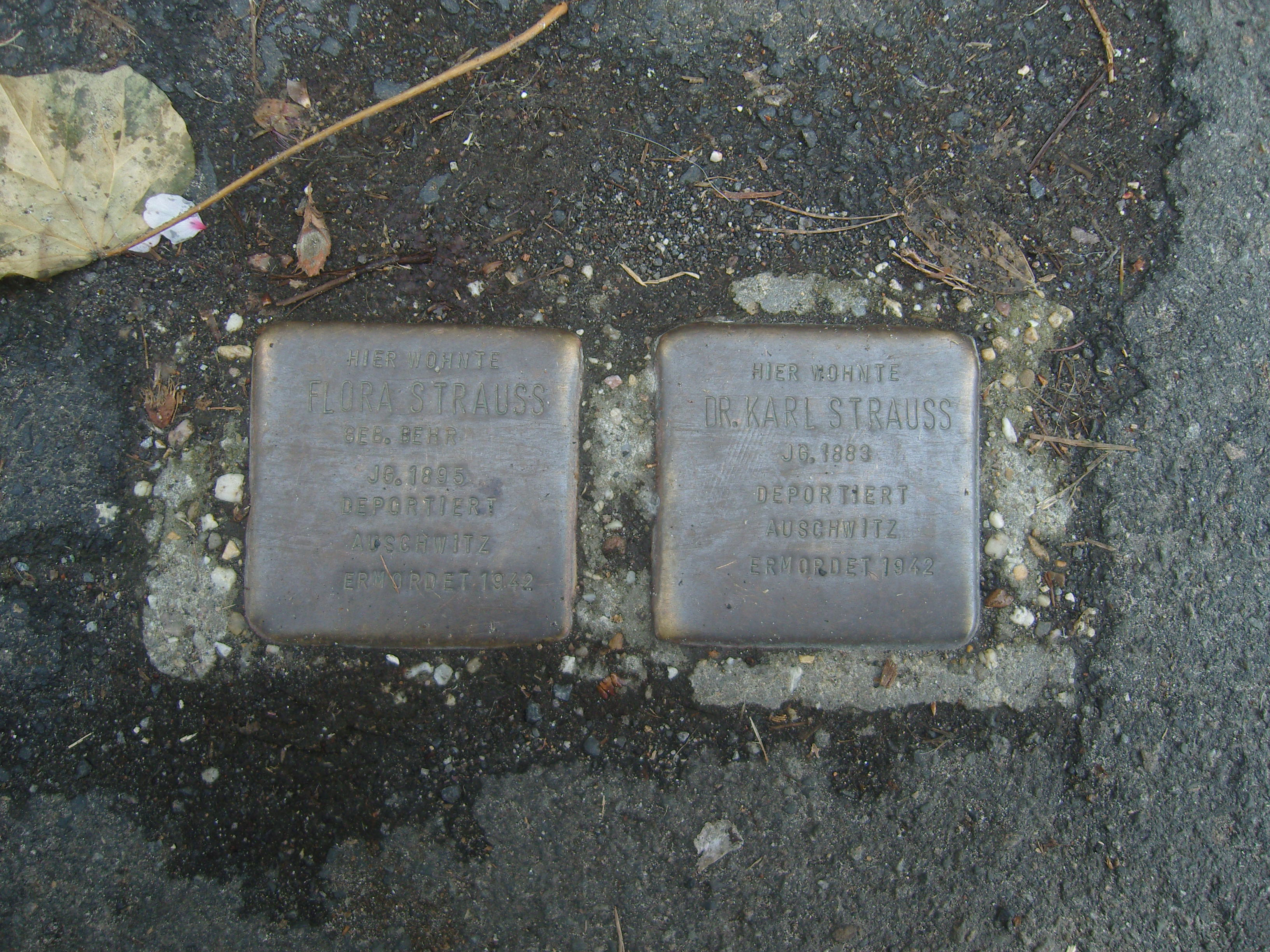
Stolpersteine für Opfer der Deportation in Bürckels Residenzort Neustadt: Karl Strauß, religiöser Amtsträger und Stadtrat, und Ehefrau Flora wurden in Auschwitz vergast.

Bürckel richtete am 20. August 1938 die Zentralstelle für jüdische Auswanderung in Wien ein und unterstützte bereits 1939 den Leiter der Zentralstelle Adolf Eichmann bei der Durchführung der ersten Massentransporte Wiener Juden nach Nisko nahe der damaligen sowjetischen Grenze. Die ersten Transporte des Nisko-Plans starteten Ende Oktober 1939 und waren ein „Serienversuch aus einem Laboratorium. […] bei jedem Versuch wird notiert […] das ist Forschungsarbeit, wissenschaftlich studierte Endlösung“. Bürckel drängte gegenüber Himmler im November 1939 auf weitere Transporte, diese wurden jedoch von der NS-Reichsleitung nicht genehmigt. Diese ersten Transporte wurden von Jonny Moser als Beginn der Shoa beschrieben. Von den mehr als 5000 deportierten Wiener Juden kehrten nur 500 nach 1945 nach Wien zurück. Vor dem Hintergrund dieser ersten Deportationen organisierte Bürckel in Lothringen die Deportation der nach 1918 zugezogenen französischen Familien und der alteingesessenen „Franzosenfreunde“ nach Innerfrankreich. Am 22. Oktober 1940 ließ er zusammen mit Robert Wagner in der Wagner-Bürckel-Aktion über 6000 Juden aus Baden und der Saarpfalz in Konzentrationslager deportieren, die im unbesetzten Vichy-Frankreich lagen, z. B. in das Camp de Gurs. Von den Deportierten kamen viele bereits in den ersten Wochen infolge der Strapazen durch Hunger, Kälte und Nässe um. Die meisten der Überlebenden wurden ab 1942 in Vernichtungslagern ermordet.

### Beteiligung an der Ermordung Sponecks
Im Militärgefängnis der Festung Germersheim wurde am 23. Juli 1944 auf Befehl Himmlers der inhaftierte Generalleutnant Hans von Sponeck von Angehörigen der SS erschossen, nachdem kurz zuvor Bürckel auf den Häftling Sponeck hingewiesen hatte. Sponeck hatte 1941 ohne Rücksprache den Rückzug seines Armeekorps auf der Krim befohlen und war dafür wegen „fahrlässigen Ungehorsams im Felde“ zum Tode verurteilt worden. Das Urteil war 1942 durch Adolf Hitler in sechs Jahre Festungshaft umgewandelt worden.

## Tod und Grabstätte

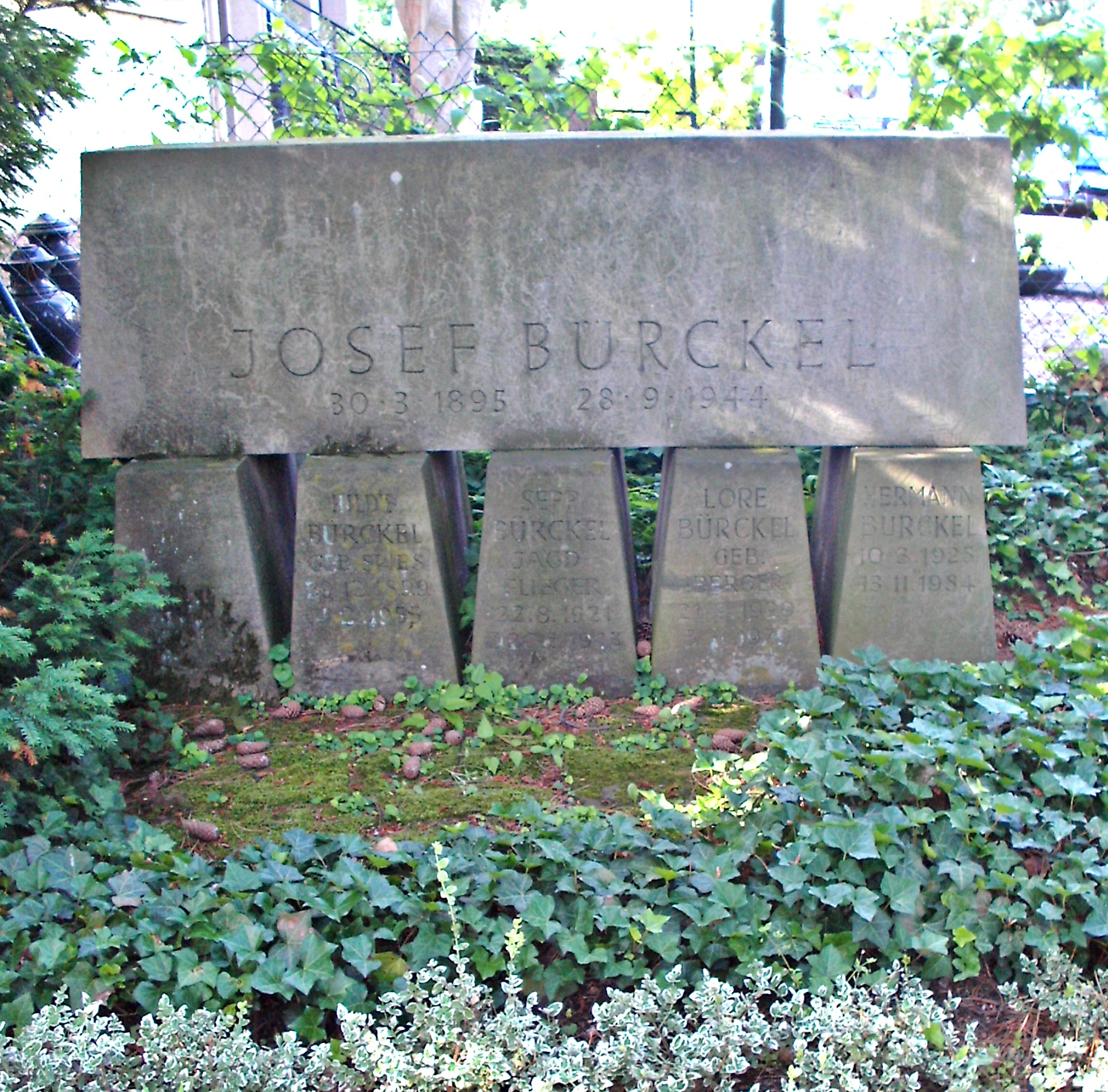
Ehemalige Grabstätte, Hauptfriedhof Neustadt an der Weinstraße

Bürckel starb am 28. September 1944 eines natürlichen Todes. Richard Siebeck, damals Leiter der Universitätsschule Heidelberg, diagnostizierte gegen 23 Uhr am 27. September 1944: Toxischer Kollaps, Dysenterie und schlechter Allgemeinzustand. Die Todesursache wenige Stunden später war Kreislaufversagen. Fünf Tage nach Bürckels Tod zeichnete Hitler ihn mit der obersten Stufe des Deutschen Ordens aus, der höchsten Auszeichnung der NSDAP.
Bekanntheit erlangte 2016 sein Grabmal auf dem Hauptfriedhof von Neustadt an der Weinstraße. Dieses entstand erst am 23. August 1947, als – auf Beschluss des Neustadter Stadtrats vom 5. August des Jahres – das ursprüngliche, während der NS-Zeit angelegte Grab im Ehrenhain des Friedhofs aufgehoben und die Umbettung in ein „verödetes altes Grab an der Nordostecke des Friedhofs“ vorgenommen wurde.
Das aus Sandstein gefertigte Grabmal besteht aus fünf Pyramidenstümpfen, über die quer ein mit den Personendaten beschrifteter Steinriegel gelegt ist. Es wurde 2008 von der Denkmalbehörde in Mainz, ohne dass ihm eine Bedeutung als Kunstwerk zugesprochen werden konnte, als erhaltenswertes „historisches Denkmal“ eingestuft. Deswegen musste das Steinensemble 2016, nachdem es nach der Auflösung des Grabes auf Wunsch der Nachkommen entfernt worden war, dort wieder aufgestellt werden. Im Anschluss daran wurde die Maßnahme in der Öffentlichkeit heftig kritisiert und das Denkmal als „Schandmal“ bezeichnet. Am 22. Oktober 2016, dem 76. Jahrestag der Judendeportationen, wurde im Rahmen einer Gedenkveranstaltung der Name auf dem denkmalgeschützten Bürckel-Grabmal mit einem weißen Tuch verhüllt und ein rotes Band mit den Namen der 58 aus Neustadt deportierten Juden darübergeschlungen. Die Initiatoren vom Förderverein der Gedenkstätte für NS-Opfer in Neustadt wollten so den Namen des tausendfachen Mörders „symbolisch auslöschen und dafür den Opfern ihre Namen zurückgeben.“

## Varia

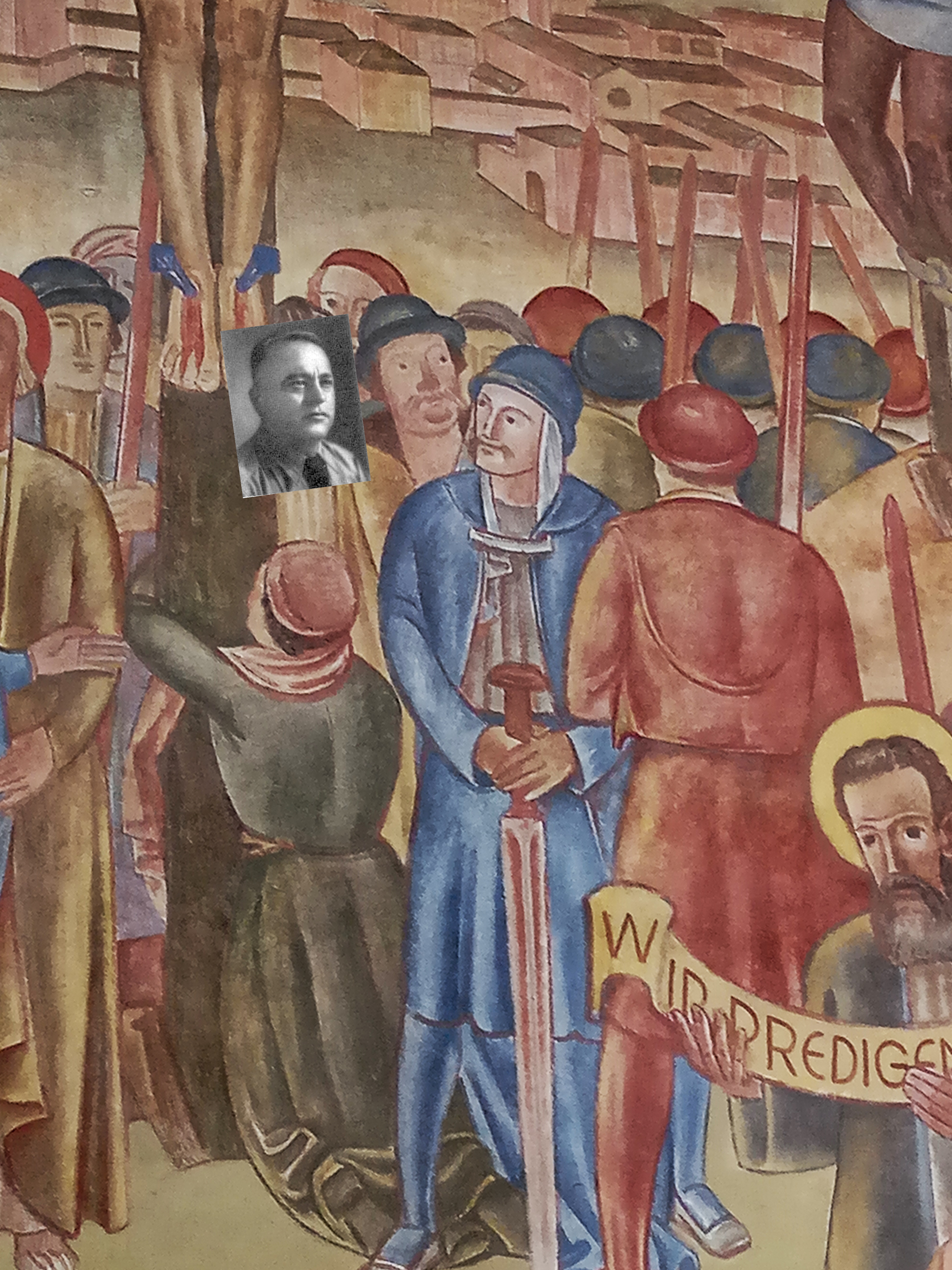
Ausschnitt aus dem Bad Dürkheimer Altargemälde von Paul Thalheimer mit Gauleiter Bürckel rechts vom Kreuz (mit Melone und roter Nase). Links daneben ein eingefügtes Originalfoto zum Vergleich

1938/39 schuf der Künstler und NS-Gegner Paul Thalheimer in der Ludwigskirche Bad Dürkheim ein monumentales Altarbild, das eine Kreuzigungsszene zeigt. Einer der neben Jesus gekreuzigten Verbrecher trägt ganz deutlich die Gesichtszüge von Adolf Hitler. Damals blieb dies offenbar unentdeckt, heute gehört das Bild deshalb zu den ganz besonderen Kunstschätzen der Region. Laut örtlicher Überlieferung hat der Maler noch andere zeitgeschichtliche Personen in dem Gemälde verewigt. Unschwer zu erkennen ist rechts neben dem Hauptkreuz auch Josef Bürckel, der mit einer roten Säufernase dargestellt ist, wohl weil sein hoher Alkoholkonsum allenthalben Gesprächsthema war. Letzterer gab auch Anlass zur Verballhornung von „Gauleiter Bürckel“ zu dem Spottnamen „Bierleiter Gaukel“.